# Никол Пашињан
Никол Воваји Пашињан (јерм. Նիկոլ Վովայի Փաշինյան; Иџеван, 1. јун 1975) јерменски је новинар, политичар и председник Владе Републике Јерменије од 8. маја 2018 године. Обављао је и функцију народног посланика у Скупштини Јерменије у периоду 2012—2018. године.

## Биографија
Студирао је журналистику на Јереванском филолошком факултету, али је након четири године студија избачен са факултета због политичких делатности. Радио је и као главни и одговорни уредник дневног листа Ајкакан жаманак (1999−2008) који је био повезан са активностима јерменске опозиције. Као лидер опозиције предводио је, почетком 2018. године, вишенедељне протесте против власти у Јеревану који су на крају резултирали оставком тадашњег премијера Сержа Саргсијана. На изборима одржаним 9. децембра 2018. године његова странка савез „мој корак” осваја 70% на изборима за јерменски парламент.
Ожењен је и отац четворо деце.

## Спољна политика
Пашињанов мандат обележило је захлађивање односа са Руском Федерацијом и зближавање са ЕУ и САД. Повукао је Јерменију из војних вежби ОДКБ-а и најавио повлачење из ове организације.

## Питање Нагорно-Карабаха
Јерменија је под вођством Пашињана изгубила у Другом рату за Нагорно-Карабах, а Пашињан је потписао мировни споразум са председником Азербејџана. Касније је, у два наврата, на самитима под покровитељством ЕУ признао територијални интегритет Азербејџана над Нагорно-Карабахом.
У септембру 2023. године, након антитерористичке операције Азербејџана у Нагорно-Карабаху, Пашињан није желео да да наређење за оружану интервенцију и одбрану Нагорно-Карабаха.